# Giovanni Cavalli
Giovanni Carlo Cavalli (Novara, 23 luglio 1808 – Torino, 23 dicembre 1879) è stato un generale, inventore e politico italiano.

## Biografia
Sottotenente d'artiglieria nel 1826, partecipò con il grado di maggiore alla campagna del 1848-1849 distinguendosi a Peschiera, e da colonnello a quella del 1859; ricoprì la carica di direttore della Regia fonderia dell'Arsenale di Torino; nel 1860, promosso maggior generale, fu comandante generale dell'artiglieria nelle Regie truppe dell'Emilia; con il grado di tenente generale fu membro del comitato d'artiglieria nel 1862 e nel 1865 è comandante generale della Regia Accademia Militare di Artiglieria e Genio di Torino fino al 1879, allorché fu collocato a riposo. Insignito delle croci di ufficiale e commendatore dell'Ordine militare di Savoia e membro di accademie scientifiche e letterarie, fu spesso in missione all'estero, fece parte del Parlamento quale deputato del V collegio di Torino nelle legislature III, V e VI e, nel 1876, ebbe la nomina a senatore del regno.

## Attività accademica

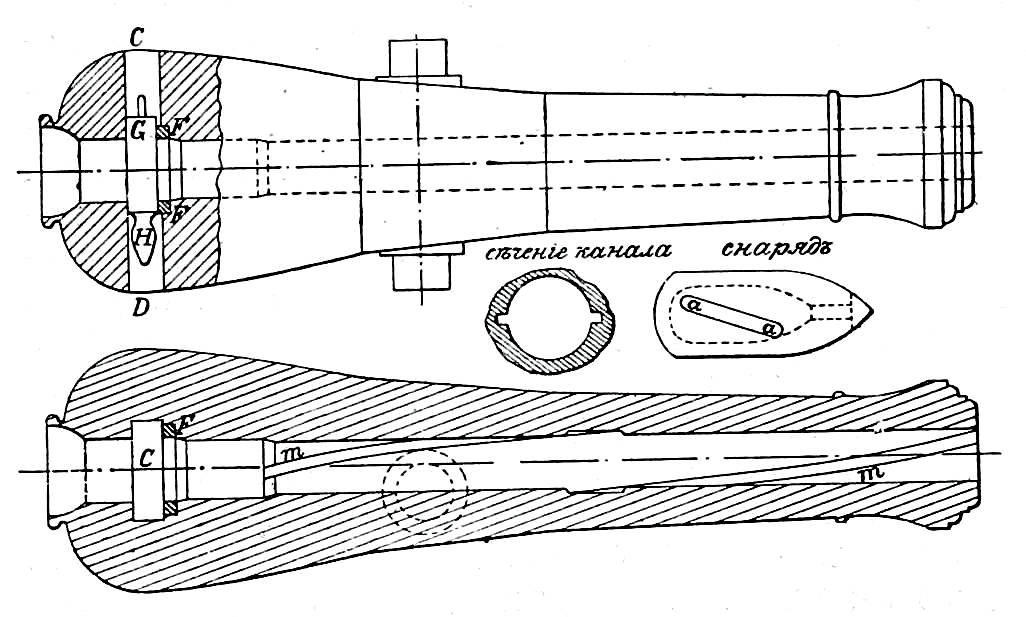

Si dedicò allo studio delle artiglierie e cercò di risolvere i problemi dell'alleggerimento delle artiglierie da campagna, del perfezionamento delle grosse artiglierie e del caricamento dalla culatta, e risolse il problema della sistemazione dei ponti militari. I suoi progetti per i ponti e per il caricamento delle artiglierie dalla culatta, ad anima liscia, sono del 1832. A lui è dovuto anche il rinnovamento degli stabilimenti d'artiglieria. Nel 1844 furono adottate le sue bocche da fuoco, e il suo carreggio Mod. 44, impiegato fino al 1882 per l'artiglieria da campagna, e fino al 1914 per l'artiglieria da posizione. L'affusto Cavalli venne adottato dall'esercito belga.
Dal 1839 al 1845 insegnò alla Scuola di applicazione, e nel 1846 sottopose alle prove di tiro, in Svezia, il suo primo cannone rigato. In seguito diede grande impulso alle fonderie dei cannoni. Nel 1866, quando si incominciò a riconoscere presso tutte le potenze la necessità di un fucile a retrocarica per la fanteria, il generale Cavalli fu incaricato di studiare questa importante questione, sulla quale poi presentò al Comitato una dotta relazione nella quale riconosceva anche la necessità di ridurre il calibro per conciliare la precisione del tiro con la possibilità di dotare il soldato di munizionamento più abbondante.

## Pubblicazioni
Gli scritti del generale Cavalli furono raccolti per cura del Ministero della Guerra e pubblicati in quattro volumi;
- Gli equipaggi da ponte
- Cannoni caricati dalla culatta e cannoni rigati
- Vari perfezionamenti militari
- Sul bacino del Po in Piemonte
- Sull'artiglieria di maggiore potenza
- Memoria sulla pace universale
- Saggio sulla dottrina morale per tutti